# Acalolepta pontianakensis
Acalolepta pontianakensis là một loài bọ cánh cứng trong họ Cerambycidae.